# Thomas Spekschoor
Thomas Spekschoor (Lichtenvoorde) is een Nederlandse journalist, werkzaam voor de Nederlandse Omroep Stichting (NOS).
Spekschoor studeerde van 2002 tot 2006 geschiedenis aan de Rijksuniversiteit Groningen (RUG) en haalde daar zijn bachelordiploma. Eveneens in 2006 verkreeg hij aan de Universiteit van Rouen zijn bachelor. In 2008 haalde hij een mastergraad in journalistiek aan de RUG.
Van oktober 2007 tot augustus 2008 was hij redacteur voor de NOS in Brussel. De rest van 2008 was hij radioverslaggever voor Omroep Gelderland. In januari 2009 keerde hij terug naar de NOS, waar hij begon als buitenlandredacteur en tv-redacteur. Van 23 maart 2016 tot en met 31 maart 2021 was hij EU- en België-correspondent voor NOS Nieuws. Hij woonde in die tijd in Sint-Jans-Molenbeek en in de Anderlechtse wijk Kuregem. Per 1 juni 2021 werkt hij weer in Hilversum, als onderzoekend redacteur en verslaggever bij de NOS.